# Taça Nacional da Guiné-Bissau

Logo des guineabissauischen Fußballverbandes Federação de Futebol da Guiné-Bissau (FFGB)

Der Fußballpokal Taça Nacional da Guiné-Bissau ist ein 1976 eingeführter Pokalwettbewerb für Vereinsmannschaften in Guinea-Bissau. Er wird jährlich vom guineabissauischen Fußballverband, der Federação de Futebol da Guiné-Bissau (FFGB), veranstaltet und ist nach der guineabissauischen Meisterschaft der zweitwichtigste Titel im nationalen Vereinsfußball.
Der Gewinner spielt gegen den Landesmeister um die Super Taça Nacional, den guineabissauischen Supercup.
Zudem qualifiziert sich der Pokalsieger für den CAF Confederation Cup, der vom afrikanischen Fußballverband CAF organisierte zweitwichtigste afrikanische Fußballwettbewerb für Vereinsmannschaften.

## Geschichte
In Guinea-Bissau wurde mindestens seit 1960 ein Landesmeister in der damaligen portugiesischen Kolonie Guinea-Bissau ausgespielt, jedoch kein fester Pokalwettbewerb.
Nach der einseitig erklärten Unabhängigkeit des Landes 1973 gründete sich 1974 der nationale Fußballverband von Guinea-Bissau, die Federação de Futebol da Guiné-Bissau. 1975 organisierte sie erstmals die neue Landesmeisterschaft, den Campeonato Nacional da Guiné-Bissau. 1976 richtete der Verband den Landespokal ein, 1977 erfolgt die erste Ausspielung.
Verschiedene politische und finanzielle Krisen in Guinea-Bissau führten gelegentlich zu Abbruch oder Ausfall des Fußballbetriebs im Land, und damit zu einzelnen nicht ausgetragenen Pokalwettbewerben, etwa in den Jahren nach dem Bürgerkrieg 1998.

## Bisherige Titelgewinner

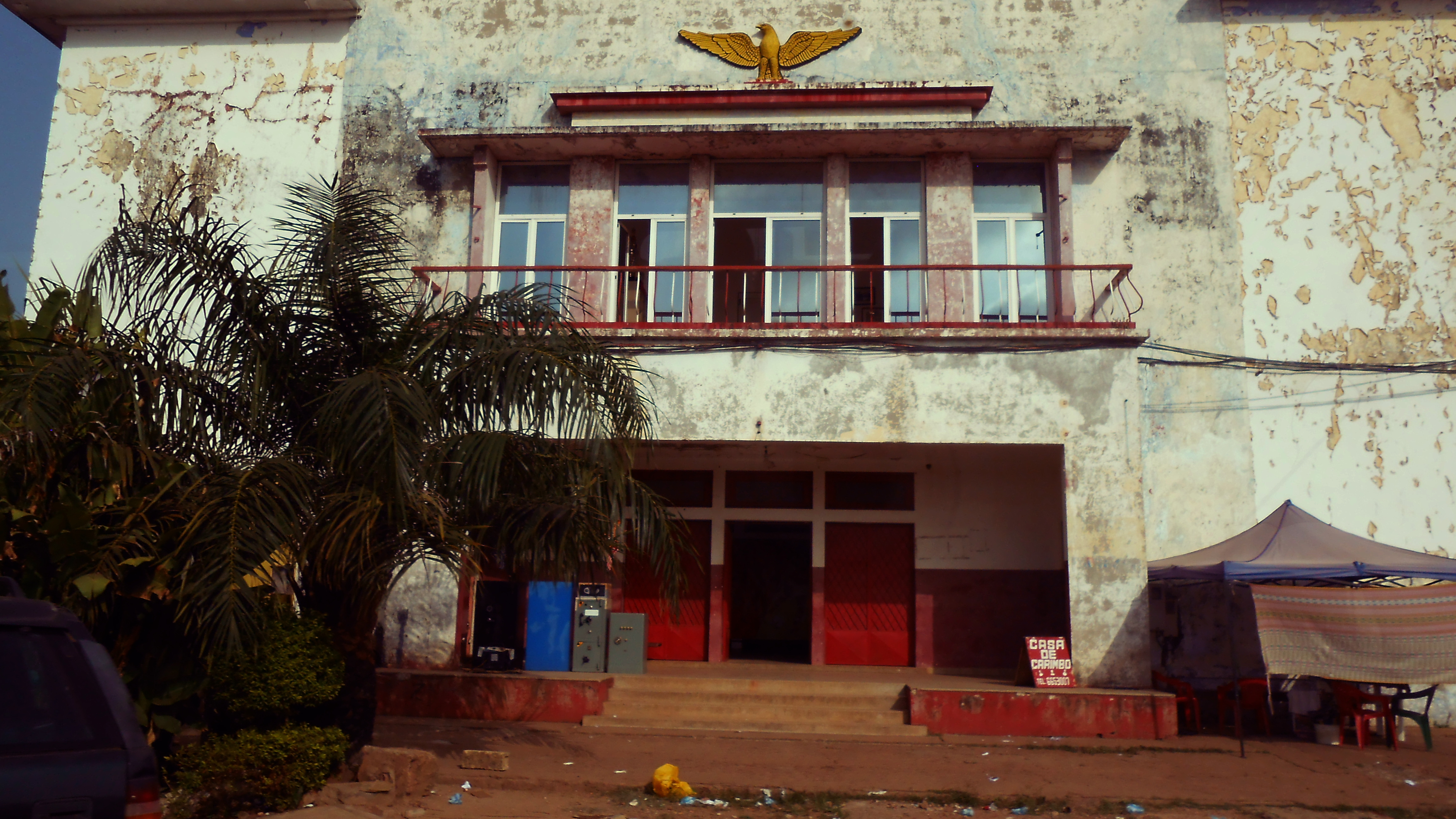
Der Vereinssitz von Sport Bissau e Benfica, Rekordsieger des guineabissauischen Pokals

- Sport Bissau e Benfica: 8 Titel (1980, 1989, 1992, 2008, 2009, 2010, 2015, 2018)
- União Desportiva Internacional de Bissau: 6 Titel (1977, 1983, 1984, 1985, 1988, 1996)
- Sporting Clube de Bissau: 5 Titel (1982, 1986, 1987, 1991, 2005)
- Mavegro Futebol Clube: 3 Titel (1994 [als Ténis Clube de Bissau], 2002, 2004)
- Sport Portos de Bissau: 3 Titel (1993, 1998, 2006)
- FC Canchungo: 2 Titel (2014, 2017)
- ADR Desportivo de Mansabá: 2 Titel (2001, 2011)
- Ajuda Sport de Bissau: 1 Titel (1981)
- Nuno Tristão FC: 1 Titel (1978, als Bula FC)
- Estrela de Cantanhez: 1 Titel (2013)
- Estrela Negra de Bolama: 1 Titel (1979)
- Desportivo Farim: 1 Titel (1990)

## Liste der Pokalsieger
| - 1976: nicht ausgetragen - 1977: União Desportiva Internacional de Bissau - 1978: Bula FC - 1979: Estrela Negra de Bolama - 1980: Sport Bissau e Benfica - 1981: Ajuda Sport de Bissau - 1982: Sporting Clube de Bissau - 1983: União Desportiva Internacional de Bissau - 1984: União Desportiva Internacional de Bissau - 1985: União Desportiva Internacional de Bissau - 1986: Sporting Clube de Bissau - 1987: Sporting Clube de Bissau - 1988: União Desportiva Internacional de Bissau - 1989: Sport Bissau e Benfica - 1990: Desportivo Recreativo Cultural de Farim - 1991: Sporting Clube de Bissau - 1992: Sport Bissau e Benfica - 1993: Sport Portos de Bissau - 1994: Ténis Clube de Bissau (später Mavegro Futebol Clube) - 1995: nicht ausgetragen - 1996: União Desportiva Internacional de Bissau - 1997: nicht ausgetragen - 1998: Sport Portos de Bissau - 1999: nicht ausgetragen - 2000: nicht ausgetragen | - 2001: ADR Desportivo de Mansabá - 2002: Mavegro Futebol Clube - 2003: annulliert - 2004: Mavegro Futebol Clube - 2005: Sporting Clube de Bissau - 2006: Sport Portos de Bissau - 2007: nicht vermerkt - 2008: Sport Bissau e Benfica - 2009: Sport Bissau e Benfica - 2010: Sport Bissau e Benfica - 2011: ADR Desportivo de Mansabá - 2012: nicht ausgetragen - 2013: Estrela de Cantanhez - 2014: FC Canchungo - 2015: Sport Bissau e Benfica - 2016: nicht beendet - 2017: FC Canchungo - 2018: Sport Bissau e Benfica - 2019: Sport Bissau e Benfica - 2020: abgebrochen (COVID-19-Pandemie) - 2021: Sport Bissau e Benfica - 2022: Sport Bissau e Benfica - 2023: FC Canchungo |